# Tre digte af Olaf Bull
Tre digte af Olaf Bull (Noors voor Drie gedichten van Olaf Bull) is een verzameling liederen van Eyvind Alnæs. Het zijn toonzettingen van drie gedichten van Olaf Bull. Olaf Bull is de zoon van Jacob Breda Bull, waartoe andere componisten zich wendden voor hun teksten. Kennelijk hebben de stukjes bij de componist wat vertraging opgelopen, het manuscript van Promenade draagt opus 29.4, hetgeen later gewijzigd is in 31.1. 
De drie liederen:
1. Promenade
2. Lille van
3. Digter

De componist orkestreerde later Digter voor zangstem en klein orkest (Tre sange med orkester; Drie liederen met orkest).